# Бјено (Тренто)
Бјено (итал. Bieno) је насеље у Италији у округу Тренто, региону Трентино-Јужни Тирол.
Према процени из 2011. у насељу је живело 373 становника. Насеље се налази на надморској висини од 836 м.

## Становништво
| 1931. | 1936. | 1951. | 1961. | 1971. | 1981. | 1991. | 2001. | 2011. |
| ----- | ----- | ----- | ----- | ----- | ----- | ----- | ----- | ----- |
| 673   | 598   | 599   | 577   | 470   | 413   | 422   | 441   | 430   |